# Projection Eckert II

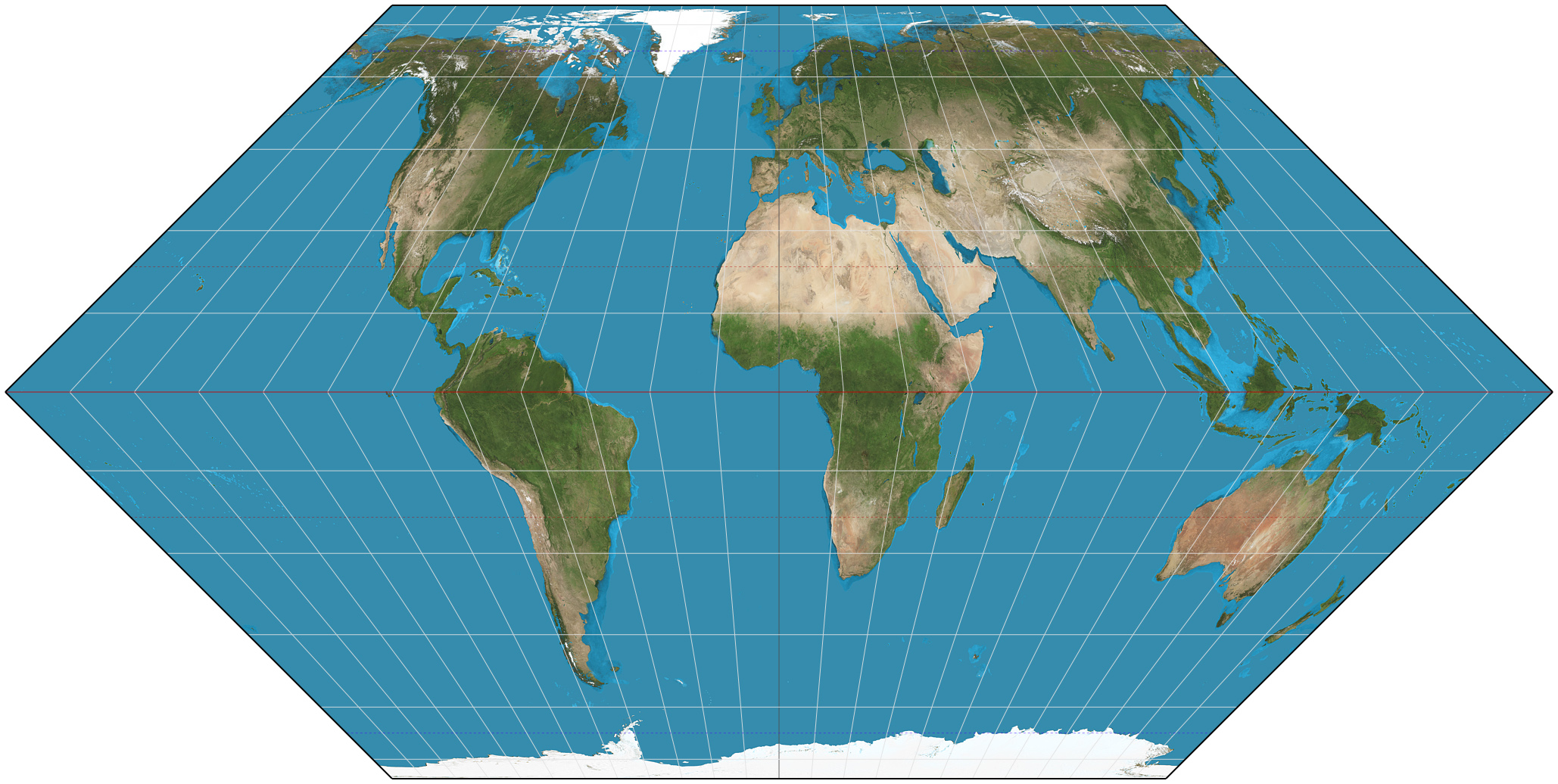
Projection Eckert II du globe

La projection Eckert II est une projection du globe pseudo cylindrique de surface égale présenté par Max Eckert-Greifendorff en 1906. Dans l'aspect équatorial (l'équateur en tant qu'axe horizontal), les lignes de longitude et de latitude sont des lignes droites, et la limite extérieure est un hexagone allongé.

## Description
La projection est symétrique par rapport à l'équateur et du méridien central. Les parallèles varient d'espacement afin de préserver les formes des zones. Comme toute projection pseudo cylindrique, l'espacement des méridiens le long de tout parallèle est constant. Les pôles sont représentés sous forme de lignes, chacune de la moitié de la longueur de l'équateur. La projection a la bonne échelle uniquement sur le méridien central aux latitudes 55°10' nord et sud.
Les coordonnées de la projection x et y peuvent être calculés comme : 
{\displaystyle {\begin{aligned}x&=2R\left(\lambda -\lambda _{0}\right){\sqrt {\frac {4-3\sin |\varphi |}{6\pi }}}\approx 0{,}4606589\,R\,(\lambda -\lambda _{0}){\sqrt {4-3\sin |\varphi |}}\\y&=R{\sqrt {\frac {2\pi }{3}}}\left(2-{\sqrt {4-3\sin |\varphi |}}\right)\operatorname {sign} \varphi \approx \operatorname {sign} \varphi \cdot 1{,}44720251\,R\,(2-{\sqrt {4-3\sin |\varphi |}})\end{aligned}}}
où λ est la longitude, λ0 est le méridien central, {\displaystyle \varphi } est là latitude, et R le rayon du globe projeté.